# Carta de Dubrovnik

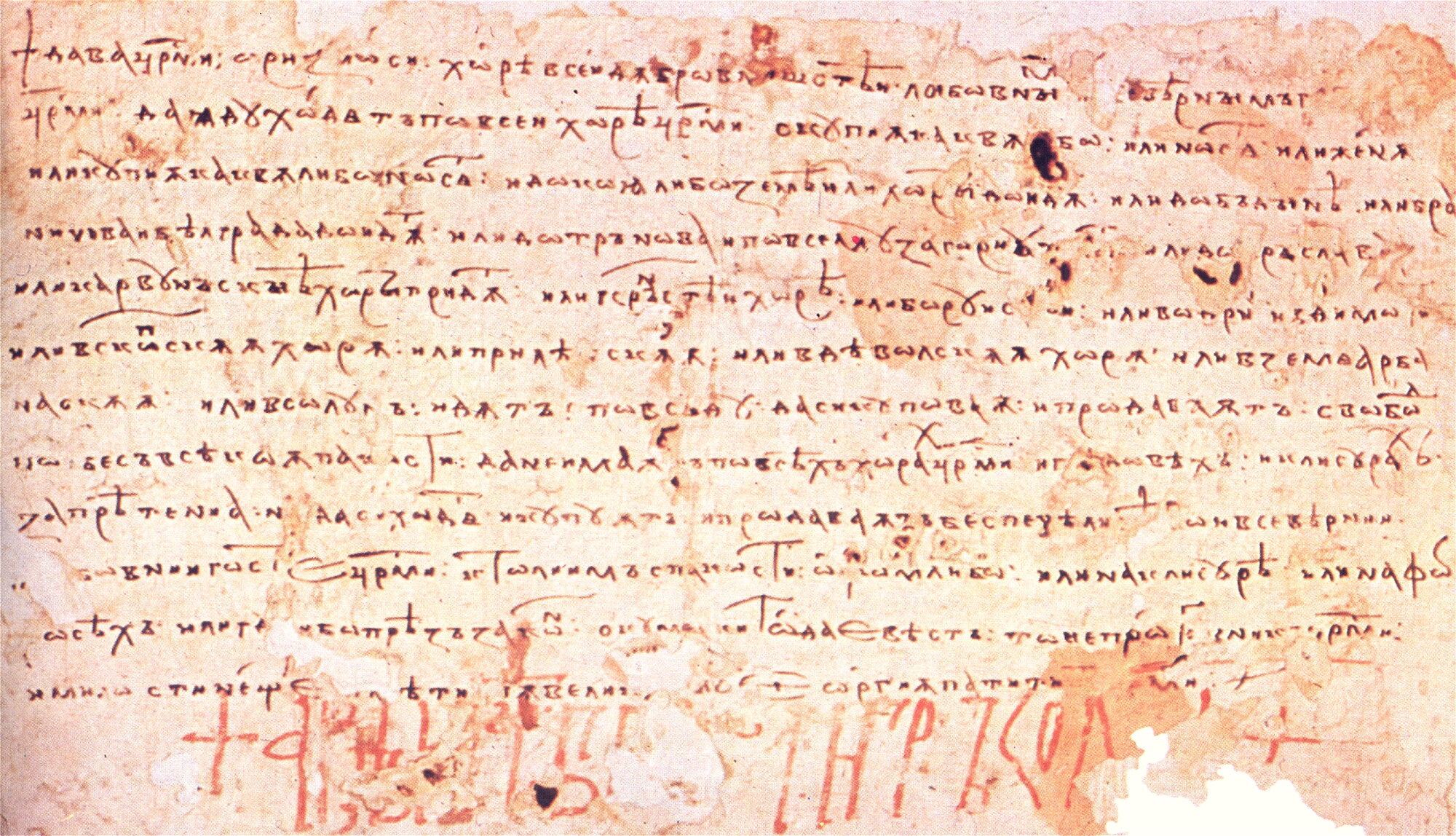
La carta de Dubrovnik del zar Iván Asen II (1230).

La carta de Dubrovnik es un documento histórico que data de 1230, por el cual Iván Asen II otorgó a los comerciantes de Dubrovnik el derecho de comerciar libremente en el Segundo Imperio búlgaro.
El texto es especialmente importante para la historia búlgara, ya que ofrece valiosos testimonios para el estado de la lengua búlgara en el siglo XIII y para la geografía política de la Bulgaria posterior a la batalla de Klokotnitsa. Para 1230, Belgrado y Salónica estaban bajo el dominio búlgaro, al igual que todo el territorio de la Albania moderna.
La carta se guarda en el departamento de manuscritos de la Biblioteca de la Academia de Ciencias de Rusia en San Petersburgo.